# Planktoskop
Planktoskop – przyrząd optyczny służący do obserwacji za pomocą lupy preparatów mikroskopowych trwałych oraz niewielkich żywych mikroorganizmów w specjalnych do tego celu przystosowanych mikroakwariach. Najważniejszą częścią planktoskopu są wymienne lupy – najczęściej achromatyczno-aplanatyczne lub ortoplanatyczne o zakresie powiększeń od 8x do 20x. Przyrząd może być wykorzystywany zarówno w pozycji pionowej, do obserwacji preparatów stałych, jak i poziomej, do obserwacji preparatów ciekłych. Bardziej zaawansowane modele wyposażone są w śrubę do regulacji ostrości oraz lusterko służące do podświetlana preparatu od spodu, bądź specjalne oświetlenie elektryczne zarówno dolne jak i górne. Za pomocą planktoskopu uzyskujemy obraz prosty nie odwrócony w przeciwieństwie do mikroskopu. Dzięki temu planktoskop może służyć także jako lupa preparacyjna.